# Gmina Bojadła
Die Gmina Bojadła ist eine Landgemeinde im Powiat Zielonogórski der Woiwodschaft Lebus in Polen. Ihr Sitz ist das gleichnamige Dorf (deutsch Boyadel) mit etwa 1200 Einwohnern.
Die Gemeinde liegt etwa 25 km östlich der Kreisstadt Zielona Góra (Grünberg).

## Gliederung
Zur Landgemeinde (gmina wiejska) Bojadła gehören neun Dörfer (deutsche Namen bis 1945) mit Schulzenamt (sołectwo):
| - Bełcze (Hohwelze) - Bojadła (Boyadel) - Kartno (Kern) | - Klenica (Kleinitz) - Młynkowo (Waldmühl) - Przewóz (Fährhäuser b. Boyadel) | - Pyrnik (Pirnig) - Siadcza (Sedczyn, Sedschin, 1937–1945 Eichenbaum) - Susłów (Schoslawe, 1941–1945 Rehfelde) |

Weitere Siedlungen ohne Schulzenamt sind Kliniczki (Fährhäuser b. Kleinitz) und Wirówek (Henriettenhof). Ortsteile sind Karczemka (Hammerkretscham Bad), Pólko (Polke, 1941–1945 Waldhorst) sowie Sosnówka (Schosnoske, 1941–1945 Wiesenau).

## Persönlichkeiten
- Ellen Rometsch (* 1936), Fotomodel in Washington; geboren in Kleinitz.